# Вис
Вижте пояснителната страница за други значения на Вис.
Вис е село в Южна България. То се намира в община Ивайловград, област Хасково.

## География
Село Вис се намира в планински район.